# Косолапов, Василий Михайлович
Василий Михайлович Косолапов (2 августа 1911, пос. Михайловский завод, Красноуфимский уезд, Пермская губерния, Российская империя — 9 января 1989) — советский контрразведчик, заместитель начальника Особого отдела ряда фронтов Великой Отечественной войны, полковник (1943). Член ВКП(б) с 1932.

## Биография
Родился в русской семье рабочего.
Ученик школы фабрично-заводского ученичества в городе Серов в 1925—1927. Разметчик машиностроительного цеха Металлургического завода в городе Серов в 1925—1930, разметчик инструментального цеха Уральского машиностроительного завода в Свердловске в 1931—1933.
Окончил рабфак в Свердловске в 1930—1931, затем 2 курса Военно-морского училища им. М. В. Фрунзе в Ленинграде в 1933—1936, Военно-морское авиационное училище им. И. В. Сталина в Ейске в 1936, 2 курса Военно-воздушной академии им. Н. Е. Жуковского в 1937—1939.
В Красной армии с 1933 штурман 13-й отдельной авиационной эскадрильи ВВС Балтийского флота в 1936—1937.
В органах государственной безопасности начальник Особого отдела НКВД 6-го кавалерийского корпуса Белорусского особого военного округа в 1939—1940. Заместитель начальника Особого отдела НКВД — 3-го отдела Черноморского флота с января 1940 до июля 1941. Откомандирован в распоряжение Управления особых отделов НКВД СССР в июле 1941. Заместитель начальника Особого отдела НКВД Юго-Западного фронта с января до августа 1942. Заместитель начальника Особого отдела НКВД Сталинградского фронта с августа по октябрь 1942. Заместитель начальника Особого отдела НКВД Донского фронта с октября 1942 до мая 1943. Заместитель начальника УКР СМЕРШ Центрального фронта с мая 1943 до февраля 1944. Заместитель начальника Управления контрразведки (УКР) СМЕРШ 1-го Прибалтийского фронта с февраля 1944 до марта 1945. Заместитель начальника УКР СМЕРШ Земландской оперативной группы войск с марта до декабря 1945.
Заместитель начальника ОКР СМЕРШ — ОКР МГБ Таврического военного округа с декабря 1945 до августа 1952. Заместитель начальника ОКР МГБ — МВД Западно-Сибирского военного округа с августа 1952 до июня 1954. Начальник Особого отдела КГБ 8-й механизированной армии Прикарпатского военного округа с июня 1954 до июня 1958.
Приказом КГБ № 235 от 18 июня 1958 уволен в отставку по состоянию здоровья.

### Звания
- капитан государственной безопасности (4 февраля 1939);
- старший майор государственной безопасности (12 марта 1941);
- полковник (14 февраля 1943).

### Награды
- орден Красного Знамени (14.02.1943, 22.04.1945, 25.06.1954);
- орден Красной Звезды, (04.02.1943, 25.07.1949, 18.12.1956);
- орден Отечественной войны 1-й степени, (10.04.1945) и 2-й степени, (25.09.1943);
- медали, в том числе «За боевые заслуги» (03.11.1944), «За оборону Сталинграда» (22.12.1942), «За победу над Германией в Великой Отечественной войне 1941—1945 гг.» (09.05.1945), «За взятие Кенигсберга» (09.06.1945)[2]